# Silja Suija
Silja Suija (ur. 15 czerwca 1974 roku w Tartu) – estońska biegaczka narciarska. Była uczestniczką Mistrzostw świata w narciarstwie klasycznym w Oberstdorfie (2005), a także Zimowych Igrzysk Olimpijskich w Lillehammer (1994) i Turynie (2006).

## Osiągnięcia

### Igrzyska olimpijskie
| Miejsce | Dzień     | Rok  | Miejscowość | Konkurencja             | Czas biegu  | Strata      | Zwyciężczyni         |
| ------- | --------- | ---- | ----------- | ----------------------- | ----------- | ----------- | -------------------- |
| 49.     | 13 lutego | 1994 | Lillehammer | 15 km stylem dowolnym   | 47:47,5 min | +8:03,0 min | Manuela Di Centa     |
| 39.     | 15 lutego | 1994 | Lillehammer | 5 km stylem klasycznym  | 16:07,8 min | +1:59,0 min | Lubow Jegorowa       |
| 46.     | 17 lutego | 1994 | Lillehammer | 15 km bieg łączony      | 48:04,1 min | +6:25,2 min | Lubow Jegorowa       |
| 49.     | 16 lutego | 2006 | Pragelato   | 10 km stylem klasycznym | 31:40,9 min | +3:49,5 min | Kristina Šmigun-Vähi |
| 17.     | 18 lutego | 2006 | Pragelato   | sztafeta 4 × 5 km       | 1:00:24,4 h | +5:36,7 min | Rosja                |

### Mistrzostwa świata
| Miejsce | Dzień     | Rok  | Miejscowość | Konkurencja                            | Czas biegu  | Strata      | Zwyciężczyni   |
| ------- | --------- | ---- | ----------- | -------------------------------------- | ----------- | ----------- | -------------- |
| 13.     | 21 lutego | 2005 | Oberstdorf  | sztafeta 4 × 5 km                      | 1:02:40,4 h | +5:24,7 min | Norwegia       |
| 38.     | 22 lutego | 2005 | Oberstdorf  | sprint stylem klasycznym               | 2:31,60 min |             | Emelie Öhrstig |
| 34.     | 26 lutego | 2005 | Oberstdorf  | 30 km stylem klasycznym (start masowy) | 1:34:08,0 h | +7:02,2 min | Marit Bjørgen  |

### Mistrzostwa świata juniorów
| Miejsce | Dzień       | Rok  | Miejscowość | Konkurencja            | Czas biegu  | Strata      | Zwyciężczyni     |
| ------- | ----------- | ---- | ----------- | ---------------------- | ----------- | ----------- | ---------------- |
| 38.     | 26 stycznia | 1994 | Breitenwang | 5 km stylem klasycznym | 17:37,3 min | +1:17,1 min | Irina Składniewa |
| 33.     | 30 stycznia | 1994 | Breitenwang | 15 km stylem dowolnym  | 46:52,6 min | +4:59,1 min | Julija Czepałowa |